# Paradrymonia lacera
Paradrymonia lacera är en tvåhjärtbladig växtart som beskrevs av Wiehler. Paradrymonia lacera ingår i släktet Paradrymonia och familjen Gesneriaceae. Inga underarter finns listade i Catalogue of Life.